# Die Fensterputzerserenade
Die Fensterputzerserenade ist ein Dokumentarfilm des DEFA-Studios für Wochenschau und Dokumentarfilme von Rolf Schnabel aus dem Jahr 1960.

## Handlung
Eine Gruppe von Fensterputzern fährt mit ihren Fahrrädern zu ihren in Berlin verstreuten Arbeitsplätzen. Einer von ihnen ist am Weinbergsweg, in der Nähe des Rosenthaler Platzes eingesetzt und beginnt sofort mit der Reinigung der runden Scheiben an den Haustüren, um sich anschließend einigen Schaufenstern in der Straße zu widmen. Dazu gehören ein Geschäft für Keramik und Porzellanfiguren, eine Konditorei und ein Laden für Damenunterbekleidung.
Ein Fensterputzer reinigt von außen die Schaufenster eines Warenhauses. Hinter einem dieser Fenster, welches bis zur halben Höhe abgedeckt ist, beobachtet er von seiner Leiter aus eine Dekorateurin, die aber keine Notiz von ihm nimmt, während sie mehrere Schaufensterpuppen ankleidet. Ein anderer Kollege ist in einem großen Bürohaus mit langen Fluren eingesetzt, wird aber von den dort arbeitenden Angestellten nicht in jedem Fall eingelassen. Sitzungen, Besprechungen, Konferenzen, Tagungen, Beratungen, Versammlungen sind die Gründe der Ablehnungen, doch dann findet er noch einen freien Raum, der sich aber als Toilette herausstellt. Hinter einer Tür mit der Aufschrift Archiv entdeckt er ein sich küssendes Pärchen, welches er nicht stören will. Aber es gibt doch noch hinter einer Tür eine Kollegin, die ihn herzlich hereinbittet, so dass er doch noch etwas zu tun bekommt. Bei der Reinigung der Drehtür am Betriebseingang will ein Besucher des Hauses unbedingt dieselbe benutzen und lässt sich erst nach längerer Zeit überzeugen, durch die daneben offene normale Tür zu gehen.
Die Glasreiniger putzen aber auch die Buchstaben der Leuchtreklame in der Karl-Marx-Allee, genau wie die großen Fenster in dieser Straße, so dass sich sogar das Frankfurter Tor darin spiegelt. Aber auch kleine, stark verschmutzte Fenster, die durch die acht Schornsteine des Kraftwerks Klingenberg richtig schwarz wurden, gehören mit zu ihrem Aufgabengebiet, natürlich mit dem Hinweis, dass dieser Qualm in einigen Jahren der Vergangenheit angehören wird.
Die Dekorateurin im Warenhaus setzt den Puppen wieder ihre Köpfe auf und verwechselt dabei welche, was der Fensterputzer ihr mit einem Lächeln mitteilt. Nun ist das erste Mal der Zeitpunkt gekommen, dass die Dekorateurin zurück lächelt, was sie bisher immer vermieden hat. Nach weiteren Blickkontakten kommt sie auf die Straße heraus und beide gehen in ein naheliegendes Café einen Eisbecher essen. Der Kollege, der die Scheiben von den Geschäften putzt, muss erkennen, dass seine Arbeit nicht immer von Erfolg gekrönt ist, denn nachdem er die Scheibe eines Gemüseladens mühevoll gereinigt und alte aufgeklebte Zettel abgekratzt hat, kommt der Inhaber heraus und beschreibt mit weißer Farbe das Glas mit den neuesten Angeboten. Aber auch Kinder sind nicht immer sehr rücksichtsvoll, beschmieren sie doch die Scheiben mit ihrer Spucke. Wie zum Hohn endet der Film, indem ein Junge mit einem Fettstift AUS an die Scheibe schreibt, was das Ende des Films bedeutet.

## Produktion und Veröffentlichung
Die Texte kamen von John Stave und Rolf Schnabel, das Lied sang Lutz Jahoda. Die Musik spielte das Günter-Frieß-Sextett und an der Orgel saß Helmut Moenke.
Die erste bekannte Aufführung des unter dem Arbeitstitel PGH Berliner Putzbär gedrehten Schwarzweißfilms fand während der 3. Leipziger Kurz- und Dokumentarfilmwoche im November 1960 statt.
Die PGH Berliner Putzbären war ein Dienstleistungsbetrieb für Glas- und Gebäudereinigung in Ost-Berlin.

## Auszeichnungen
- 1960: Ehrenvolle Anerkennung während der 3. Leipziger Kurz- und Dokumentarfilmwoche